# Amfiprostylos

plattegrond van een amphiprostylos

Een amphiprostylos is een oud-Griekse tempelvorm. De tempel bestond uit een naos met zowel aan de voorzijde, als aan de achterzijde een rij zuilen, de prostylon.
Een voorbeeld van deze bouwvorm:
- de tempel van Athena Nike op de Akropolis